# Liste der Weltbestzeiten im Rudern
Dies ist eine Liste der Weltbestzeiten im Rudern. Im Rudern werden vom Weltruderverband Weltbestzeiten anstelle von Weltrekorden geführt, da die erreichbaren Zeiten stark von äußeren Einflüssen abhängen und daher nur eingeschränkt auf die Leistungsfähigkeit der Ruderer schließen lassen. 

## Abhängigkeit der Weltbestzeiten
Da die Weltbestzeiten im Rudern stark abhängig von äußeren Einflüssen sind, werden sie nicht Weltrekorde genannt, wie es bis Mitte der 1950er Jahre gehandhabt wurde. 
Sie sind u. a. abhängig von Wind, Wassertiefe, -temperatur und -qualität, Strömung, Unterströmung und Wellen. Deswegen sind sie nur unter günstigen Witterungsverhältnissen erreichbar. Am ehesten werden Bestzeiten unter kontinuierlichem Mitwind (etwa 3 bis 7 m/s) keine erheblich störenden Wellen und warmem Wasser (etwa 20 °C oder mehr) erreicht. Bei zu viel Mitwind entstehen zu große Wellen, welche stören und die Bootsgeschwindigkeit verlangsamen (z. B. die Regattastrecke Oberschleißheim, dort kommt der Wind meistens von der Seite oder von der Startanlage). Durch Strömung wird das Boot ebenfalls schneller, bei Gegenströmung langsamer. Bei den Weltmeisterschaften 2005 in Gifu, Japan, fielen die Rekorde reihenweise, wurden aber von der FISA nicht anerkannt, da die Strömung zu stark war. 
Auch müssen auf einer Regattastrecke nicht immer günstige Bedingungen herrschen. Während der U23-Ruder-Weltmeisterschaften 2011 auf der Bosbaan in Amsterdam wurden fast alle Weltbestzeiten unterboten. Dies lag auch daran, dass an beiden Finaltagen sehr günstige Wetterbedingungen herrschten.
Im Geschlechtervergleich unterscheiden sich die Weltbestzeiten in allen Wettbewerbsklassen um etwa 10 %. Dieser Leistungsunterschied ist ebenso in vielen anderen Sportarten vorzufinden.

## Weltbestzeiten
Die Weltbestzeiten in den offenen Leistungsklassen der Frauen und Männer beziehen sich auf die olympische Wettkampfdistanz von 2000 Metern.

### Frauen
| Bootsklasse                                  | Zeit (2000 m) | Mannschaft | Datum         | Ort                                                | Anmerkungen                                      |
| -------------------------------------------- | ------------- | --- | ------------- | -------------------------------------------------- | ------------------------------------------------ |
| Einer (W1x)                                  | 7:07,71       | Bulgarien Rumjana Nejkowa | 21. Sep. 2002 | Spanien Guadalquivir, Sevilla                      | Im Finale der Ruder-Weltmeisterschaften 2002     |
| Doppelzweier (W2x)                           | 6:37,31       | Australien Olympia Aldersey Sally Kehoe | 29. Aug. 2014 | Niederlande Bosbaan, Amsterdam                     | Im Halbfinale der Ruder-Weltmeisterschaften 2014 |
| Zweier ohne Steuerfrau (W2-)                 | 6:47,41       | Neuseeland Grace Prendergast Kerri Gowler | 28. Juli 2021 | Japan Sea Forest Waterway, Tokio                   | Im Halbfinale der Olympischen Spiele 2020        |
| Doppelvierer (W4x)                           | 6:05,13       | Volksrepublik China Chen Yunxia Zhang Ling Lyu Yang Cui Xiaotong | 28. Juli 2021 | Japan Sea Forest Waterway, Tokio                   | Im Finale der Olympischen Spiele 2020            |
| Vierer ohne Steuerfrau (W4-)                 | 6:14,36       | Neuseeland Kayla Pratt Kelsey Bevan Grace Prendergast Kerri Gowler | 29. Aug. 2014 | Niederlande Bosbaan, Amsterdam                     | Im Finale der Ruder-Weltmeisterschaften 2014     |
| Achter (W8+)                                 | 5:52,99       | Rumänien Maria-Magdalena Rusu Viviana-Iuliana Bejinariu Georgiana Dedu Maria Tivodariu Ioana Vrînceanu Amalia Bereș Mădălina Bereș Denisa Tîlvescu Daniela Druncea (Stf.) | 28. Juli 2021 | Japan Sea Forest Waterway, Tokio                   | Im Hoffnungslauf der Olympischen Spiele 2020     |
| Leichtgewichts-Einer (LW1x)                  | 7:24,46       | Neuseeland Zoe McBride | 20. Juni 2015 | Italien Varese                                     | Im Halbfinale des Ruder-Weltcups 2015            |
| Leichtgewichts-Doppelzweier (LW2x)           | 6:41,36       | Italien Valentina Rodini Federica Cesarini | 28. Juli 2021 | Japan Sea Forest Waterway, Tokio                   | Im Halbfinale der Olympischen Spiele 2020        |
| Leichtgewichts-Zweier ohne Steuerfrau (LW2-) | 7:18,32       | Australien Eliza Blair Justine Joyce | 7. Sep. 1997  | Frankreich Lac d’Aiguebelette, Aiguebelette-le-Lac | Im Finale der Ruder-Weltmeisterschaften 1997     |
| Leichtgewichts-Doppelvierer (LW4x)           | 6:15,95       | Niederlande Mirte Kraaijkamp Elisabeth Woerner Maaike Head Ilse Paulis | 29. Aug. 2014 | Niederlande Bosbaan, Amsterdam                     | Im Finale der Ruder-Weltmeisterschaften 2014     |

### Männer
| Bootsklasse                                  | Zeit (2000 m) | Mannschaft | Datum         | Ort                                      | Anmerkungen |
| -------------------------------------------- | ------------- | --- | ------------- | ---------------------------------------- | --- |
| Einer (M1x)                                  | 6:30,74       | Neuseeland Robert Manson | 18. Juni 2017 | Polen Maltasee, Posen                    | Im Finale des Ruder-Weltcups 2017 |
| Doppelzweier (M2x)                           | 5:59,72       | Kroatien Martin Sinković Valent Sinković | 29. Aug. 2014 | Niederlande Bosbaan, Amsterdam           | Im Halbfinale der Ruder-Weltmeisterschaften 2014 |
| Zweier ohne Steuermann (M2-)                 | 6:08,50       | Neuseeland Eric Murray Hamish Bond | 28. Juli 2012 | Vereinigtes Königreich Dorney Lake, Eton | Im Vorlauf der Olympischen Sommerspiele 2012 |
| Zweier mit Steuermann (M2+)                  | 6:33,26       | Neuseeland Eric Murray Hamish Bond Caleb Shepherd (Stm.) | 29. Aug. 2014 | Niederlande Bosbaan, Amsterdam           | Im Finale der Ruder-Weltmeisterschaften 2014 |
| Doppelvierer (M4x)                           | 5:32,03       | Niederlande Dirk Uittenbogaard Abe Wiersma Tone Wieten Koen Metsemakers                                                                                     | 28. Juli 2021 | Japan Sea Forest Waterway, Tokio         | Im Finale der Olympischen Spiele 2020 |
| Vierer ohne Steuermann (M4-)                 | 5:37,86       | Vereinigtes Königreich Alex Gregory Peter Reed Tom James Andrew Triggs Hodge                                                                                | 25. Mai 2012  | Schweiz Rotsee, Luzern                   | Im Vorlauf des Ruder-Weltcups 2012 |
| Vierer mit Steuermann (M4+)                  | 5:58,96       | Deutschland Armin Eichholz Armin Weyrauch Bahne Rabe Matthias Ungemach Jörg Dederding (Stm.)                                                                | 24. Aug. 1991 | Österreich Neue Donau, Wien              | Älteste noch bestehende Weltbestzeit; im Finale der Ruder-Weltmeisterschaften 1991 erzielt. Diese Disziplin wird bei Olympischen Spielen seit 1996 und bei Weltmeisterschaften seit 2008 nicht mehr ausgetragen. |
| Achter (M8+)                                 | 5:18,68       | Deutschland Hannes Ocik Richard Schmidt Malte Jakschik Jakob Schneider Torben Johannesen Max Planer Felix Wimberger Johannes Weißenfeld Martin Sauer (Stm.) | 18. Juni 2017 | Polen Maltasee, Posen                    | Im Finale des Ruder-Weltcups 2017 |
| Leichtgewichts-Einer (LM1x)                  | 6:41,03       | Deutschland Jason Osborne | 9. Sep. 2018  | Bulgarien Ruderkanal, Plowdiw            | Im Vorlauf der Ruder-Weltmeisterschaften 2018 |
| Leichtgewichts-Doppelzweier (LM2x)           | 6:05,33       | Irland Fintan McCarthy Paul O’Donovan | 28. Juli 2021 | Japan Sea Forest Waterway, Tokio         | Im Halbfinale der Olympischen Spiele 2020 |
| Leichtgewichts-Zweier ohne Steuermann (LM2-) | 6:22,91       | Schweiz Simon Niepmann Lucas Tramèr | 29. Aug. 2014 | Niederlande Bosbaan, Amsterdam           | Im Finale der Ruder-Weltmeisterschaften 2014 |
| Leichtgewichts-Doppelvierer (LM4x)           | 5:42,75       | Griechenland Georgios Konsolas Spyridon Giannaros Panagiotis Magdanis Eleftherios Konsolas                                                                  | 29. Aug. 2014 | Niederlande Bosbaan, Amsterdam           | Im Finale der Ruder-Weltmeisterschaften 2014 |
| Leichtgewichts-Vierer ohne Steuermann (LM4-) | 5:43,16       | Dänemark Jacob Barsøe Kasper Winther Jacob Larsen Morten Jørgensen                                                                                          | 29. Aug. 2014 | Niederlande Bosbaan, Amsterdam           | Im Halbfinale der Ruder-Weltmeisterschaften 2014 |
| Leichtgewichts-Achter (LM8+)                 | 5:30,24       | Deutschland Klaus Altena Christian Dahlke Michael Kobor Bernhard Stomporowski Thomas Melges Uwe Maerz Michael Buchheit Kai von Warburg Olaf Kaska (Stm.)    | 18. Aug. 1992 | Kanada Île Notre-Dame, Montreal          | Während der Ruder-Weltmeisterschaften 1992 |

### Pararudern
Die Weltbestzeiten im Pararudern beziehen sich auf die paralympische Wettkampfdistanz von 1000 Metern. 
| Bootsklasse                         | Zeit (1000 m) | Mannschaft                                                                                  | Datum         | Ort                                      | Anmerkungen                                  |
| ----------------------------------- | ------------- | ------------------------------------------------------------------------------------------- | ------------- | ---------------------------------------- | -------------------------------------------- |
| Einer (ASM1x)                       | 4:35,98       | Australien Erik Horrie                                                                      | 28. Aug. 2013 | Südkorea Tangeumsee, Chungju             | Im Finale der Ruder-Weltmeisterschaften 2013 |
| Einer (ASW1x)                       | 5:13,95       | Russland Natalja Bolschakowa                                                                | 28. Aug. 2013 | Südkorea Tangeumsee, Chungju             | Im Finale der Ruder-Weltmeisterschaften 2013 |
| Doppelzweier (TAMix2x)              | 3:54,92       | Volksrepublik China Xiaoxian Lou Tianming Fei                                               | 31. Aug. 2012 | Vereinigtes Königreich Dorney Lake, Eton | Im Vorlauf der Sommer-Paralympics 2012       |
| Doppelzweier (PR3-Mix2x (LTAMix2x)) | 3:27,98       | Ukraine Kateryna Morosowa Dmytro Aleksieiev                                                 | 28. Aug. 2013 | Südkorea Tangeumsee, Chungju             | Im Finale der Ruder-Weltmeisterschaften 2013 |
| Vierer mit Steuermann (LTAMix4+)    | 3:15,91       | Deutschland Anke Molkenthin Astrid Hengsbach Tino Kolitscher Kai Kruse Katrin Splitt (Stf.) | 31. Aug. 2012 | Vereinigtes Königreich Dorney Lake, Eton | Im Vorlauf der Sommer-Paralympics 2012       |

## Ergometerrudern
Die Firma Concept2, auf deren Ruderergometern die nationalen und internationalen Wettkämpfe im Indoor Rowing ausgetragen werden, führt eine Liste der Weltrekorde in dieser Disziplin. Auch hier beträgt die Streckenlänge 2000 Meter.

### Frauen
| Altersklasse         | Zeit   | Athlet         | Saison |
| -------------------- | ------ | -------------- | ------ |
| Frauen               | 6:22,8 | Olena Burjak   | 2017   |
| Frauen Leichtgewicht | 6:54,7 | Ursula Grobler | 2010   |

### Männer
| Altersklasse         | Zeit   | Athlet               | Saison |
| -------------------- | ------ | -------------------- | ------ |
| Männer               | 5:35,8 | Joshua Dunkley-Smith | 2018   |
| Männer Leichtgewicht | 5:56,7 | Henrik Stephansen    | 2013   |